# Michał Frąckowiak (programista)
Michał Frąckowiak (ur. 2 marca 1978) – polski astrofizyk i programista; twórca systemu wikidot.
Frąckowiak jest twórcą wikidot.com, serwisu umożliwiającego użytkownikom tworzenie własnych społeczności internetowych na bazie mechanizmu Wiki. Ukończył studia doktoranckie z astrofizyki w Polskiej Akademii Nauk i zajmował się symulacjami numerycznymi pulsarów. 